# أثل عربي
الأَثل العربي (باللاتينية: Tamarix arabica) هو نوع نباتي يتبع جنس الأثل من الفصيلة الطرفاوية.

## الموئل والانتشار
موطن الأثل العربي هو السعودية اليمن